# 克萊波爾 (布宜諾斯艾利斯省)

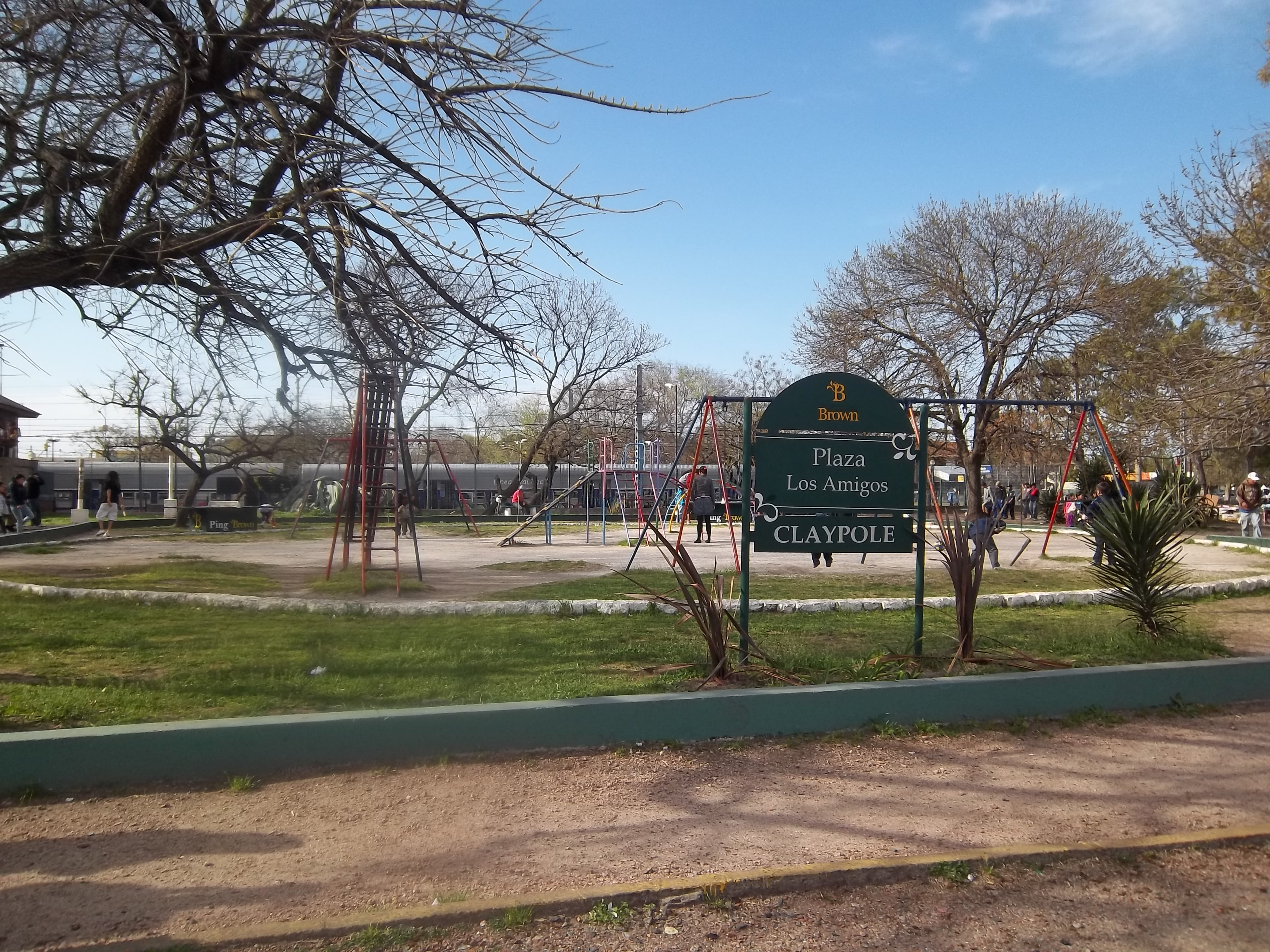
克萊波爾

克萊波爾（Claypole）是阿根廷的城鎮，位於該國東北部，由布宜諾斯艾利斯省負責管轄，始建於1884年4月15日，面積6.29平方公里，海拔高度17米，2001年人口41,176。

## 外部連結
- （西班牙文） Claypoleonline.com.ar
- （西班牙文） Municipal website （页面存档备份，存于）